# District de Breteuil
4 janvier 1790 – 22 août 1795
(5 ans, 7 mois et 18 jours)
Entités précédentes :
- Généralité d'Amiens
- Généralité de Paris

Entités suivantes :
- Arrondissement de Beauvais
- Arrondissement de Clermont

Le district de Breteuil est une ancienne division territoriale française du département de l'Oise de 1790 à 1795.

## Localisation
| District d'Amiens (Somme) | District de Montdidier (Somme) | District de Montdidier (Somme) |
| District de Grandvilliers | district de Breteuil           | District de Noyon              |
| District de Beauvais      | District de Clermont           |                                |

## Composition

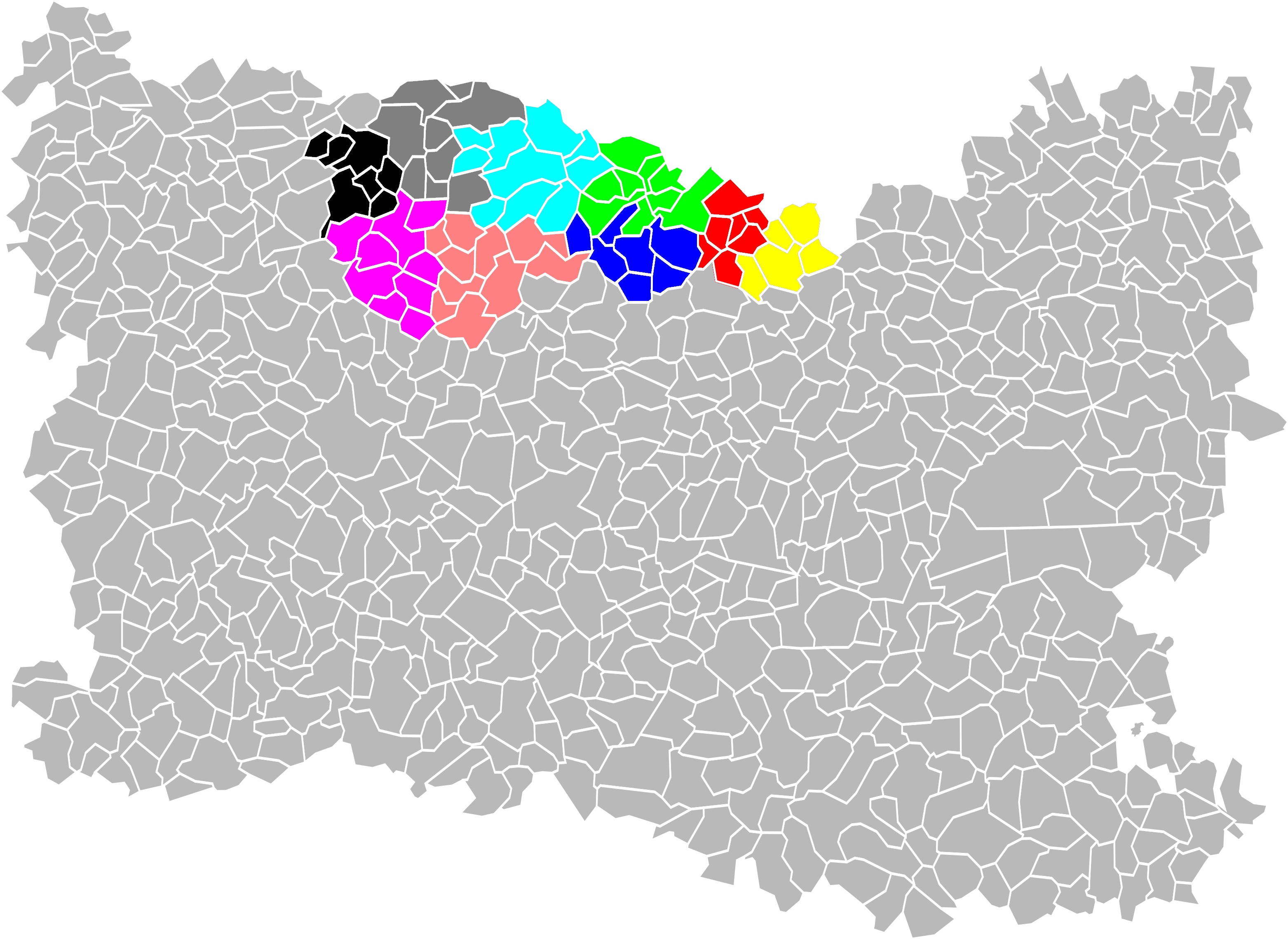
Répartition des cantons au sein du district :
Canton d'Ansauvillers
Canton de Breteuil
Canton de Cormeilles
Canton de Crèvecœur-le-Grand
Canton de Froissy
Canton de Luchy
Canton de Maignelay
Canton de Plainville
Canton de Tricot

Il était composé des cantons d'Ansauvillers, Breteuil, Cormeilles, Crèvecœur-le-Grand, Froissy, Luchy, Maignelay, Plainville et Tricot.

### Canton d'Ansauvillers
| Communes              | Population (en 1793) | Superficie (en km2) | Canton en 1801         |
| --------------------- | -------------------- | ------------------- | ---------------------- |
| Ansauvillers          | 824                  | 6,95                | Saint-Just-en-Chaussée |
| Bonvillers            | 436                  | 5,86                | Breteuil               |
| Brunvillers-la-Motte, | 396                  | 6,50                | Saint-Just-en-Chaussée |
| Gannes                | 466                  | 8,56                | Saint-Just-en-Chaussée |
| Mory-Montcrux,        | 205                  | 4,66                | Breteuil               |
| Quinquempoix          | 341                  | 5,86                | Saint-Just-en-Chaussée |
| Sains-Morainvillers,  | 559                  | 12,42               | Maignelay              |
| Canton d'Ansauvillers | 3 227                | 50,81               |                        |

### Canton de Breteuil
| Communes            | Population (en 1793) | Superficie (en km2) | Canton en 1801 |
| ------------------- | -------------------- | ------------------- | -------------- |
| Beauvoir            | 441                  | 10,27               | Breteuil       |
| Breteuil            | 2 030                | 17,27               | Breteuil       |
| Esquennoy,          | 691                  | 9,79                | Breteuil       |
| Fléchy,             | 304                  | 4,77                | Breteuil       |
| Paillart            | 725                  | 14,18               | Breteuil       |
| Rouvroy-les-Merles, | 96                   | 4,06                | Breteuil       |
| Tartigny            | 275                  | 6,98                | Breteuil       |
| Troussencourt       | 620                  | 5,33                | Breteuil       |
| Vendeuil-Caply      | 590                  | 10,84               | Breteuil       |
| Villers-Vicomte,    | 393                  | 5,20                | Breteuil       |
| Canton de Breteuil  | 6 165                | 88,69               |                |

### Canton de Cormeilles
| Communes             | Population (en 1793) | Superficie (en km2) | Canton en 1801      |
| -------------------- | -------------------- | ------------------- | ------------------- |
| Blancfossé,          | 446                  | 5,16                | Crèvecoeur-le-Grand |
| Bonneuil-les-Eaux,   | 1 145                | 18,29               | Breteuil            |
| Cormeilles,          | 1 002                | 10,31               | Crèvecoeur-le-Grand |
| Croissy-sur-Celle,   | 467                  | 11,10               | Crèvecoeur-le-Grand |
| Doméliers            | 631                  | 6,13                | Crèvecoeur-le-Grand |
| Fontaine-Bonneleau,  | 510                  | 16,37               | Crèvecoeur-le-Grand |
| Gouy-les-Groseillers | 68                   | 3,07                | Breteuil            |
| Hardivillers         | 987                  | 9,63                | Crèvecoeur-le-Grand |
| Canton de Cormeilles | 5 256                | 80,06               |                     |

### Canton de Crèvecœur-le-Grand
| Communes                     | Population (en 1793) | Superficie (en km2) | Canton en 1801      |
| ---------------------------- | -------------------- | ------------------- | ------------------- |
| Catheux                      | 333                  | 11,78               | Crèvecoeur-le-Grand |
| Choqueuse-les-Bénards,       | 303                  | 4,16                | Crèvecoeur-le-Grand |
| Conteville                   | 364                  | 3,62                | Crèvecoeur-le-Grand |
| Crèvecœur-le-Grand,          | 1 928                | 12,30               | Crèvecoeur-le-Grand |
| Le Gallet                    | 313                  | 3,47                | Crèvecoeur-le-Grand |
| Le Saulchoy,                 | 426                  | 4,97                | Crèvecoeur-le-Grand |
| Viefvillers                  | 436                  | 4,09                | Crèvecoeur-le-Grand |
| Canton de Crèvecœur-le-Grand | 4 103                | 44,39               |                     |

### Canton de Froissy
| Communes                | Population (en 1793) | Superficie (en km2) | Canton en 1801 |
| ----------------------- | -------------------- | ------------------- | -------------- |
| Campremy                | 369                  | 10,21               | Froissy        |
| Froissy                 | 665                  | 6,56                | Froissy        |
| Maisoncelle-Tuilerie,   | 521                  | 7,72                | Froissy        |
| Noirémont               | 197                  | 6,37                | Froissy        |
| Noyers-Saint-Martin,    | 759                  | 13,27               | Froissy        |
| Puits-la-Vallée,        | 341                  | 4,31                | Froissy        |
| Reuil-sur-Brêche,       | 589                  | 16,69               | Froissy        |
| Saint-André-Farivillers | 772                  | 11,35               | Froissy        |
| Sainte-Eusoye,          | 541                  | 8,48                | Froissy        |
| Canton de Froissy       | 4 754                | 84,96               |                |

### Canton de Luchy
| Communes                  | Population (en 1793) | Superficie (en km2) | Canton en 1801      |
| ------------------------- | -------------------- | ------------------- | ------------------- |
| Abbeville-Saint-Lucien    | 328                  | 5,26                | Froissy             |
| Auchy-la-Montagne,        | 695                  | 8,05                | Crèvecoeur-le-Grand |
| Francastel                | 1 021                | 12,58               | Crèvecoeur-le-Grand |
| Lachaussée-du-Bois-d'Écu, | 466                  | 5,92                | Froissy             |
| Luchy                     | 604                  | 10,79               | Crèvecoeur-le-Grand |
| Maulers                   | 431                  | 7,62                | Froissy             |
| Muidorge                  | 254                  | 5,34                | Froissy             |
| Oursel-Maison,            | 433                  | 6,97                | Crèvecoeur-le-Grand |
| Rotangy,                  | 482                  | 9,78                | Crèvecoeur-le-Grand |
| Canton de Luchy           | 4 714                | 72,31               |                     |

### Canton de Maignelay
| Communes            | Population (en 1793) | Superficie (en km2) | Canton en 1801 |
| ------------------- | -------------------- | ------------------- | -------------- |
| Crèvecœur-le-Petit, | 144                  | 3,33                | Maignelay      |
| Domfront            | 145                  | 2,76                | Maignelay      |
| Dompierre           | 406                  | 2,73                | Maignelay      |
| Ferrières           | 470                  | 4,81                | Maignelay      |
| Godenvillers        | 276                  | 5,18                | Maignelay      |
| Maignelay,          | 762                  | 18,79               | Maignelay      |
| Royaucourt,         | 501                  | 9,45                | Maignelay      |
| Canton de Maignelay | 2 704                | c. 47,05            |                |

### Canton de Plainville
| Communes                | Population (en 1793) | Superficie (en km2) | Canton en 1801 |
| ----------------------- | -------------------- | ------------------- | -------------- |
| Broyes                  | 458                  | 4,80                | Maignelay      |
| Chepoix,                | 831                  | 14,34               | Breteuil       |
| La Hérelle,             | 355                  | 5,15                | Breteuil       |
| Le Mesnil-Saint-Firmin, | 237                  | 4,14                | Breteuil       |
| Plainville              | 337                  | 4,25                | Maignelay      |
| Rocquencourt            | 414                  | 9,81                | Breteuil       |
| Sérévillers             | 183                  | 3,26                | Breteuil       |
| Welles-Pérennes         | 626                  | 13,41               | Maignelay      |
| Canton de Maignelay     | 3 441                | 59,16               |                |

### Canton de Tricot
| Communes             | Population (en 1793) | Superficie (en km2) | Canton en 1801 |
| -------------------- | -------------------- | ------------------- | -------------- |
| Coivrel,             | 210                  | 6,11                | Maignelay      |
| Courcelles-Épayelles | 382                  | 6,38                | Maignelay      |
| Le Frestoy,          | 167                  | 8,79                | Maignelay      |
| Le Ployron,          | 226                  | 4,18                | Maignelay      |
| Tricot               | 1 242                | 11,91               | Maignelay      |
| Le Tronquoy,         | 62                   | —                   | Maignelay      |
| Vaux,                | 234                  | —                   | Maignelay      |
| Canton de Tricot     | 2 523                | 37,37               |                |